# Divadlo Bez zábradlí
Le Divadlo Bez zábradlí (littéralement en français le théâtre sans grilles), est un théâtre de Prague 1 situé dans le quartier Nové Město, rue au 36/31 rue Jungmannova, dans  le Palais Adria.

## Histoire
Le Divadlo Bez zábradlí est fondé en 1990 par Karel Heřmánek (cs). Il est le premier théâtre privé de République tchèque à l'époque. Karel Heřmánek est à la fois le principal acteur et le comédien du théâtre. Il décide de fonder cette nouvelle compagnie après avoir quitté le Théâtre sur la Balustrade. La directrice du théâtre est son épouse, Hana Heřmánková (cs).
La compagnie est d'abord basée au Divadlo Járy Cimrmana (cs), puis au Ta Fantastika, et après un an à Vysočany. Finalement, le théâtre déménage au Palais Adria, alors en construction, au centre de Prague.
Depuis 1996, le Divaldlo Bez zábradlí organise le festival du Théâtre slovaque à Prague, où il présente des pièces slovaques célèbres. Depuis 2004, la compagnie effectue également une tournée au Théâtre municipal de Karlovy Vary, loué par Karel Heřmánek.

## Membres
Le Théâtre ne dispose pas d'ensemble permanent mais il a un cercle d'acteurs et d'actrices habitués tels que Jiří Bartoška (cs), Josef Carda (cs), Veronika Freimanová (cs), Rudolf Hrušínský, Dana Morávková (cs), Petr Pospíchal, Jana Švandová, Václav Vydra et Zdeněk Žák.

## Galerie

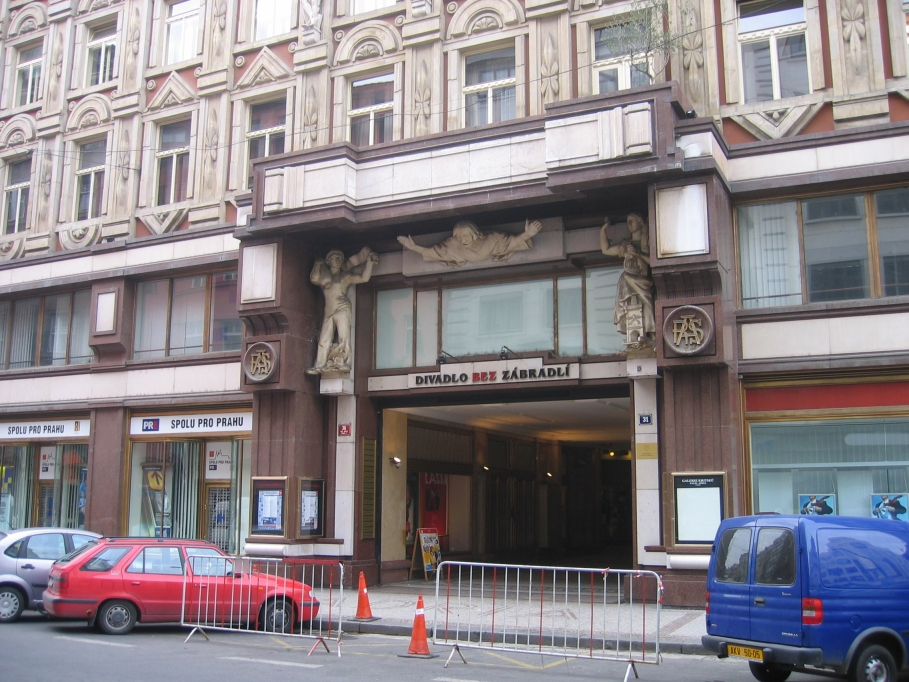
Entrée du théâtre du Palais Adria.
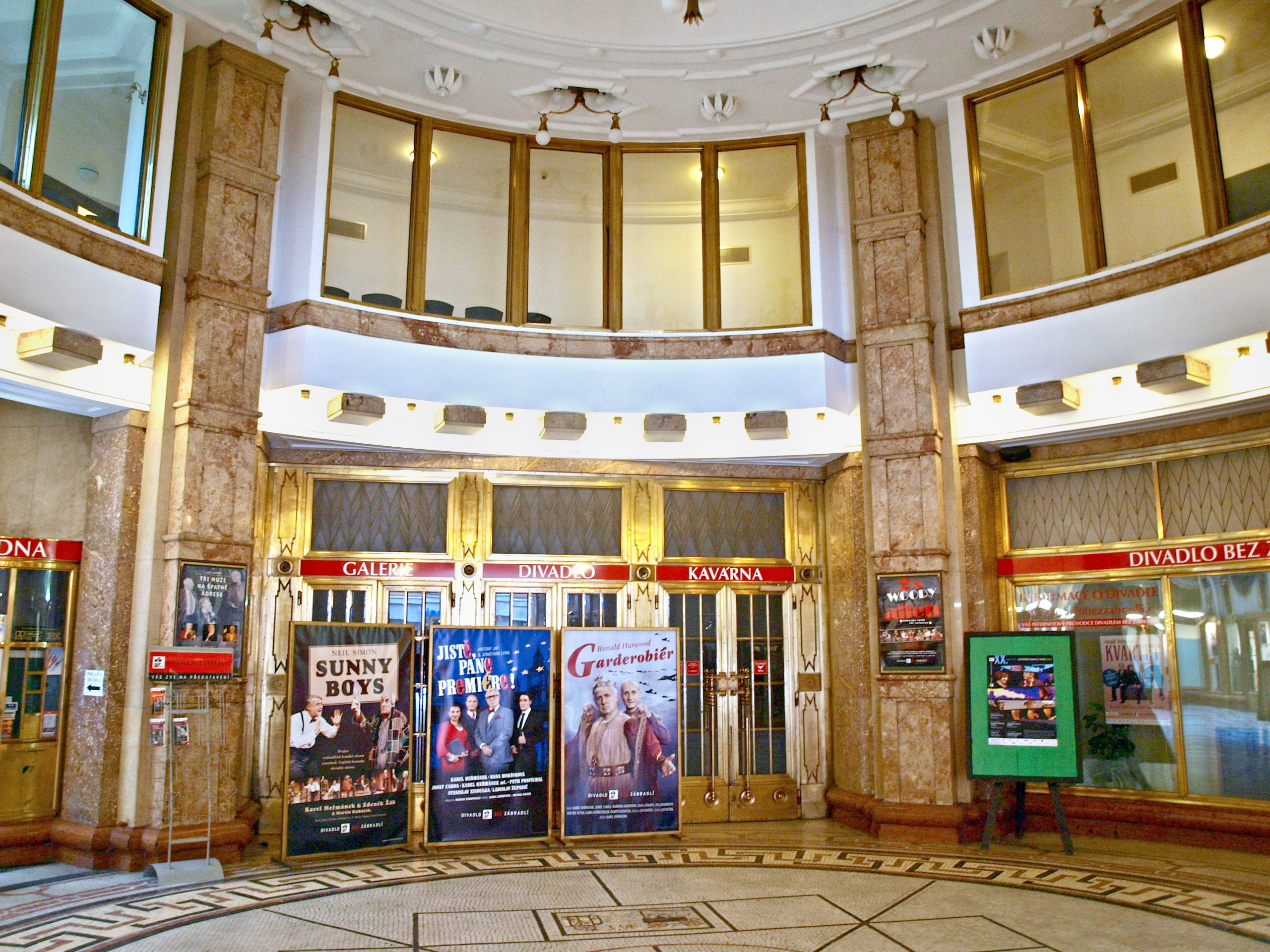
Entrée du théâtre dans le hall du Palais Adria